# Khnoumhotep II
Pour les articles homonymes, voir Khnoumhotep.
Khnoumhotep II est nomarque du nome de l'Oryx, à l'est du Nil en Moyenne-Égypte, sous le règne de trois pharaons : Amenemhat II, Sésostris II et Sésostris III (XIIe dynastie).

## Généalogie
Khnoumhotep II est le fils de Neheri et de Baqet, fille de Khnoumhotep Ier. Il épouse Khety et Tjat et devient le père de Nakht, Khnoumhotep III, Khnoumhotep IV, Neheri et peut-être d'autres.

## Sépulture
Le tombeau de Khnoumhotep II (tombe BH3), quadrangulaire de près de dix mètres de large et six mètres de hauteur est l'un des plus beaux de Beni Hassan ; le portique d'entrée, soutenu par deux colonnes, fait 7,2 m de largeur et 2,1 m de profondeur. La décoration reprend les thèmes traditionnels des sépultures de l'Ancien et du Moyen Empire, mais présente également des scènes originales. Khnoumhotep y raconte l'histoire de sa famille, expliquant les fonctions importantes qu'elle a exercées et sa propre administration du nome ; il évoque ses enfants ainsi que la construction de son tombeau. La scène la plus célèbre est celle de l'arrivée des Asiatiques, en la sixième année du règne de Sésostris II.